# Matic Videčnik
Matic Videčnik (Maribor, 31 luglio 1993) è un pallavolista sloveno, centrale dell'ACH Volley.

## Palmarès

### Club
- Campionato sloveno: 6

2017-18, 2018-19, 2019-20, 2021-22, 2022-23, 2023-24
- Coppa di Slovenia: 7

2015-16, 2016-17, 2017-18, 2018-19, 2019-20, 2021-22, 2022-23
- Middle European League: 5

2018-19, 2019-20, 2020-21, 2021-22, 2022-23

### Nazionale
- Volleyball Challenger Cup 2019
- Campionato europeo 2019
- Campionato europeo 2021